# Ludwig Emanuel Schaerer
Ludwig Emanuel (Louis-Emmanuel) Schaerer , född den 11 juni 1785 i Bern, död den 3 februari 1853 i Belp, var en schweizisk präst och botanist. Auktorsnamnet Schaer. kan användas för Ludwig Emanuel Schaerer i samband med ett vetenskapligt namn inom botaniken; se Wikipediaartiklar som länkar till auktorsnamnet.
Schaerer gjorde sig känd som lavarforskare, särskilt genom Enumeratio critica Lichenum europæorum (1850) och herbariet Lichenes Helvetiæ exsiccati.